# Игнатович, Павел Геннадьевич
Па́вел Генна́дьевич Игнато́вич (род. 24 мая 1989, Ленинград) — российский футболист, нападающий.

## Биография
Сын советского футболиста, игрока ленинградского «Зенита» в 1978—1981 годах Геннадия Игнатовича. Воспитанник петербургского футбола. На юношеском уровне играл за «Локомотив» СПб.
В 2007 году его заметил главный тренер дублирующего состава «Зенита» Игорь Чугайнов. В 2009 году стал чемпионом России среди молодёжных команд и с 17 мячами стал лучшим бомбардиром первенства. После отставки Дика Адвоката был привлечён Анатолием Давыдовым к тренировкам основной команды. Дебютировал за основной состав «Зенита» 20 августа 2009 года в гостевом матче плей-офф 4-го раунда Лиги Европы против португальского клуба «Насьонал» (3:4) при счёте 2:4. Забил мяч одним из первых касаний, но гол был отменён из-за офсайда.
В сезоне 2010 первую половину чемпионата не был заявлен ни за одну команду. В летнее трансферное окно пополнил состав подмосковных «Химок», куда перешёл на правах аренды, и в составе которых сыграл 18 игр и забил 5 мячей. «Зенит» покинул из-за того, что между его агентом и спортивным директором клуба возник конфликт.
В январе 2011 подписал контракт с брянским «Динамо» на полтора года. В конце года контракт был расторгнут.
В составе студенческой сборной России участвовал во Всемирной Универсиаде 2011 года в Шэньчжэне, где россияне стали четвёртыми.
Летом 2012 года после просмотров в украинской «Александрии» и норвежском «Тромсё» подписал двухлетний контракт с «Амкаром». Дебютировал в премьер-лиге, выйдя на замену в матче против «Мордовии». В следующем туре против «Крыльев Советов» вышел в основе. Закрепился в стартовом составе и забил три гола: в ворота «Алании», «Спартака» и «Рубина». В этих матчах играл на позиции крайнего нападающего.
В январе 2013 года перешёл в московское «Динамо», в составе которого принял участие в семи матчах премьер-Лиги сезона 2012/13. Контракт был рассчитан на 3,5 года.
Летом 2013 года на правах годичной аренды перешёл в «Томь». Первый гол за новый клуб забил с пенальти в матче против московского «Локомотива» (2:0) на 39-й минуте.
В сентябре 2014 перешёл в «Мордовию», в июле 2015 продлил с клубом контракт. В начале июля 2017 перешёл в кипрский клуб «Эрмис» Арадиппу, сыграл один матч и в середине сентября перешёл в «Тамбов». В начале июля 2018 на правах свободного агента перешёл в клуб ФНЛ «Нижний Новгород», через год продлил контракт.
8 сентября 2021 года был заявлен за любительский клуб «Росич» для участия в чемпионате Москвы (дивизиона «А», в рамках III дивизиона). В 2022 и 2023 годах — игрок мурманского «Севера» в первенстве Северо-Запада в III дивизионе.
В 2022 году стал директором открывшегося филиала академии московского «Динамо» в Санкт-Петербурге.

## Достижения
«Зенит»
- 2009 — чемпион России среди молодёжных команд
- 2009 — лучший бомбардир молодёжного первенства России по футболу (17 мячей)

## Статистика выступлений
| Клуб                | Сезон               | Чемпионат | Чемпионат | Кубок | Кубок | Еврокубки | Еврокубки | Итого | Итого |
| Клуб                | Сезон               | Игры      | Голы      | Игры  | Голы  | Игры      | Голы      | Игры  | Голы  |
| ------------------- | ------------------- | --------- | --------- | ----- | ----- | --------- | --------- | ----- | ----- |
| Зенит               | 2009                | 0         | 0         | 0     | 0     | 2         | 0         | 2     | 0     |
| Всего за «Зенит»    | Всего за «Зенит»    | 0         | 0         | 0     | 0     | 2         | 0         | 2     | 0     |
| Амкар               | 2012/13             | 14        | 3         | 1     | 0     | 0         | 0         | 15    | 3     |
| Всего за «Амкар»    | Всего за «Амкар»    | 14        | 3         | 1     | 0     | 0         | 0         | 15    | 3     |
| Динамо (М)          | 2012/13             | 7         | 0         | 0     | 0     | 0         | 0         | 7     | 0     |
| Всего за «Динамо»   | Всего за «Динамо»   | 7         | 0         | 0     | 0     | 0         | 0         | 7     | 0     |
| Томь                | 2013/14             | 25        | 1         | 1     | 0     | 0         | 0         | 26    | 1     |
| Всего за «Томь»     | Всего за «Томь»     | 25        | 1         | 1     | 0     | 0         | 0         | 26    | 1     |
| Мордовия            | 2014/15             | 3         | 0         | 0     | 0     | 0         | 0         | 3     | 0     |
| Всего за «Мордовию» | Всего за «Мордовию» | 3         | 0         | 0     | 0     | 0         | 0         | 3     | 0     |
| Всего за карьеру    | Всего за карьеру    | 49        | 4         | 2     | 0     | 2         | 0         | 53    | 4     |